# 県営春日公園野球場
県営春日公園野球場（けんえいかすがこうえんやきゅうじょう）は、福岡県春日市原町3-3-1にある野球場である。

## 概要
1981年に開園した福岡県営春日公園内にある野球場である。
春日市には1950年代まで春日原球場が存在し、春日原球場ではプロ野球（NPB）の公式戦が開催されていたが、県営春日公園野球場ではNPBの公式戦が開催された実績はない。
2008年と2009年には、独立リーグの四国・九州アイランドリーグ（当時）の福岡レッドワーブラーズが主催試合をおこなった。2023年には九州アジアリーグの北九州下関フェニックスが主催試合2試合を予定し、実際に開催された。
主に全国高等学校野球選手権福岡大会や春秋の九州地区高等学校野球大会福岡県予選の会場として使用されている。

## 施設
- 両翼：93m 中堅:116m
- 収容人員：約10,000人
- 照明；あり